# Desmiphora flavescens
Desmiphora flavescens là một loài bọ cánh cứng trong họ Cerambycidae.